# Tombeau de Philippe Pot
Le tombeau de Philippe Pot est un monument funéraire du XVe siècle dédié à Philippe Pot. Il est conservé et exposé au Louvre à Paris, en France.

## Description
Le tombeau est une sculpture en calcaire polychrome rehaussée d'or et de plomb, mesurant 181 cm de hauteur, pour 260 cm de largeur et 167 cm de profondeur. Il est constitué d'une dalle sur laquelle repose un gisant à l'effigie de Philippe Pot, de taille naturelle, représenté en armure. La dalle est portée, ce qui est une mise en scène sans équivalent, par huit pleurants, sculptés en pierre noire, quatre de chaque côté. Chacun des pleurants tient un blason illustrant les huit quartiers de noblesse de Philippe Pot, parmi lesquels manque toutefois celui de son aïeule Béatrice Visconti, remplacé par les armes de Philippe Pot lui-même.
Sur la dalle, Philippe Pot est revêtu d'une armure, les mains jointes, et est accompagné d'un lion couché à ses pieds. Certains auteurs pensent toutefois qu'il s'agit d'un chien, les avis divergeant à ce sujet, le chien étant d'ailleurs un symbole de fidélité bourguignon. Bien que la scène semble reproduire une procession de mise en terre, le gisant a les yeux ouverts et les mains jointes en prière, position du fidèle qui attend la résurrection. En réalité, les miniatures du Moyen Âge indiquent que les morts n'étaient pas revêtus d'une armure mais d'un suaire cousu. Le corps était placé sous un dais et ne reposait pas sur une plaque.

## Histoire
L'œuvre est exécutée en 1477 et 1483 pour le compte de Philippe Pot (1428-1493), grand sénéchal de Bourgogne. Son auteur n'est pas connu ; le tombeau est traditionnellement attribué à Antoine le Moiturier. Il est érigé dans la chapelle Saint-Jean-Baptiste de l'abbatiale de Cîteaux.
À la Révolution française, l'œuvre est saisie comme bien national ; elle est destinée au musée devant être établi dans l'église Saint-Bénigne de Dijon. Elle disparait toutefois : après avoir été vendue en 1791 aux Dijonnais Dardelin et Duleu, elle devient propriété de Jean François Pasquier de Messanges. La collection de celui-ci est vendue aux enchères en 1808. Le tombeau est alors acquis par Charles Richard de Vesvrotte pour la somme de 53 francs.
Charles Richard de Vesvrotte installe l'œuvre dans le jardin de l'hôtel de Ruffey. Après la vente de cet hôtel en 1850 par Alphonse Richard de Vesvrotte, le tombeau est déposé dans la crypte de l'hôtel d'Agrain, à Dijon, puis dressé dans le parc du château de Vesvrotte.
En 1886, tandis que le tombeau est sous la garde d'Armand de Vesvrotte, l'État français en revendique la propriété. Cette saisie est contestée par de Vesvrotte, qui intente un procès à l'État ; il remporte ce procès en 1887. En 1889, l'œuvre est achetée par le Musée du Louvre. Elle est exposée dans la salle 210 (sculptures françaises du XVe siècle) et a fait l'objet d'une restauration en 2018.

## Galerie

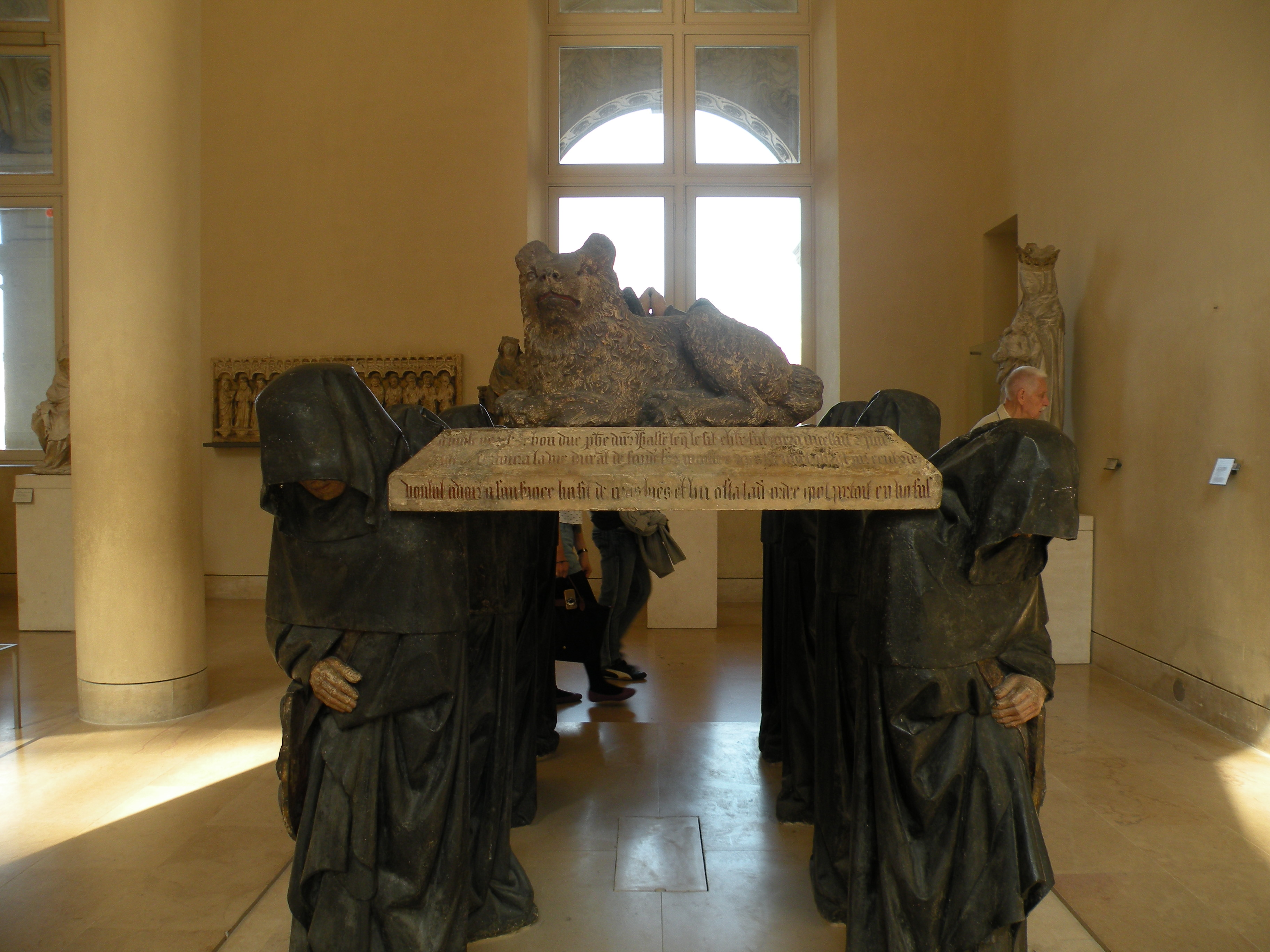
Vue de face.
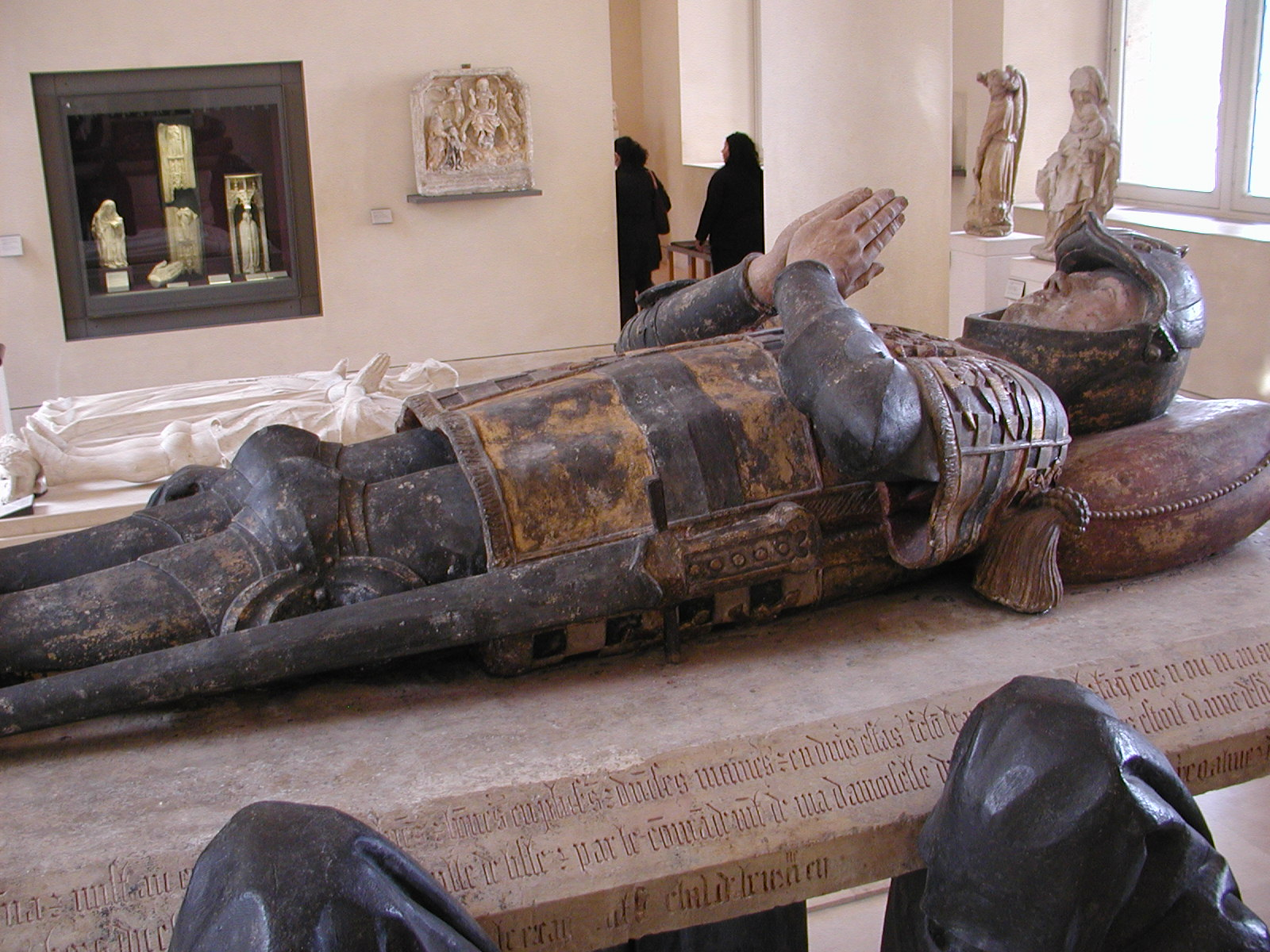
Gros plan du gisant.
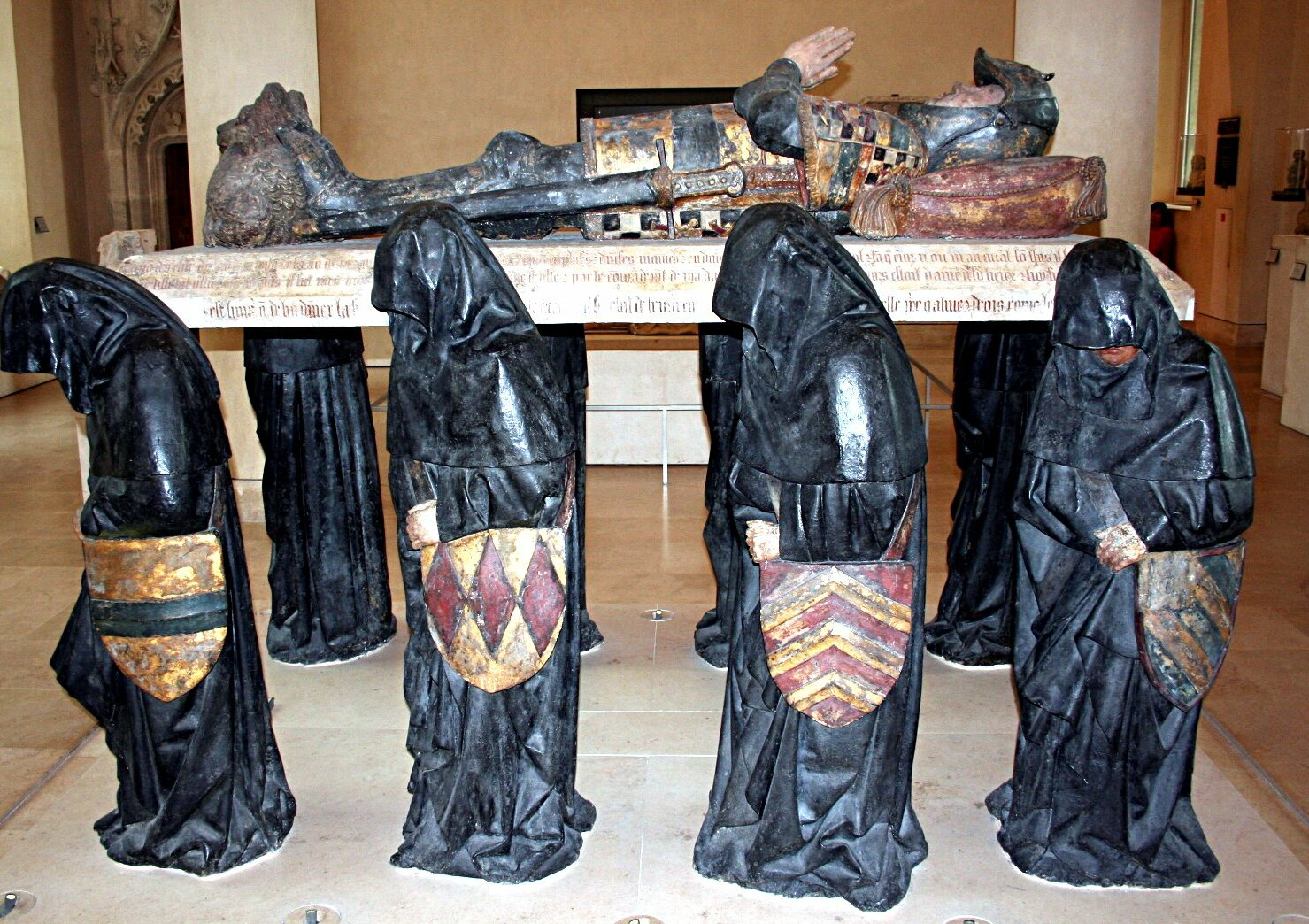
Vue latérale.